# Layzón
Layzón es un sitio arqueológico que se ubica en el distrito de Cajamarca, en la provincia y departamento del mismo nombre a una altitud de 3200 m s. n. m., enclavada en la falda del cerro Sexamayo. Con respecto a la ciudad de Cajamarca está a una distancia de 9 km.
Existe presencia de la cultura Huacaloma Tardío que ocupó entre los años 1000 a. C. al 550 a. C. Posteriormente fue asiento de la cultura Layzón, entre los años 250 a. C. y 50 a. C., de la que destaca además su cerámica en trípodes, platos y cucharas, con escritura jeroglífica. La cultura Layzón fue la única cultura andina que tuvo escritura[cita requerida] y transmitió su legado en cada elemento de su delicada vajilla de caolín, esta cultura precedió al reino Cuismanco.